# Acalypha boiviniana
Acalypha boiviniana é uma espécie de flor do gênero Acalypha, pertencente à família Euphorbiaceae.